# شون جرينهالغ
شون جرينهالغ (بالإنجليزية: Sean Greenhalgh)‏ هو لاعب اللاكروس أمريكي، ولد في 15 يوليو 1982 في سانت كاثرينز في كندا.